# Біхарська кухня
Біха́рська ку́хня (гінді बिहारी खाना, урду بِہاری کھانا) — це кухня у східному індійському штаті Біхар, а також у місцях, де оселилися вихідці зі штату Біхар: Джаркганд, Східний Уттар-Прадеш, Бангладеш, Непал, Маврикій, Південна Африка, Фіджі, деякі міста Пакистану, Гаяна, Тринідад і Тобаго, Суринам, Ямайка та Кариби. Біхарська кухня включає в себе Бходжпурську кухню, Маїтгільську кухню і Маґагську кухню.

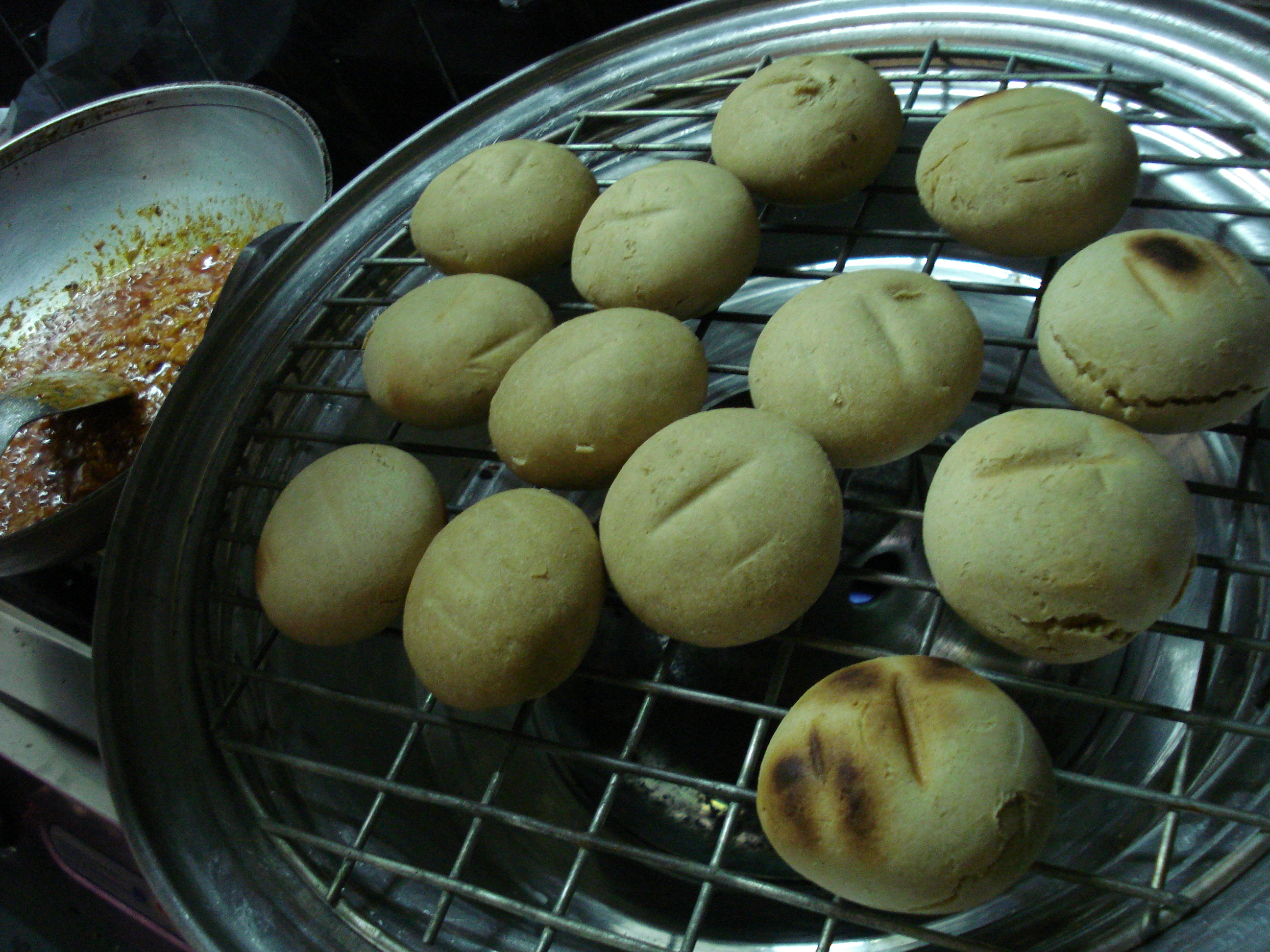
Літті

Кухня Біхару багато в чому схожа на північно-індійську кухню та східно-індійську (наприклад, бенгальська кухня). Вона дуже сезонна: водянисті продукти, такі як кавун і шербет, приготовлений з м'якоті дерев'яних плодів, вживаються переважно в літні місяці, тоді як сухі продукти, такі як страви з насіння кунжуту та маку, частіше вживаються в зимові місяці.
Існує безліч біхарських м'ясних страв, найпоширенішими є курка та баранина. Рибні страви особливо поширені в районі Мітіла на півночі Біхару завдяки великій кількості річок, таких як Соне, Ґандакі, Ганг та Коші. Молочні продукти споживаються часто протягом усього року, в тому числі Дахі (йогурт), пряний сколотин (відомий як матга), ґгі, лассі і масло.
Страви, якими славиться Біхар, включають біхарський кебаб, літі чокга, біхарський боті, біхарська курка тікка масала, сатту паратга (паратха фаршировані смаженим нутовим борошном), чокга (пряні пюре з баклажанів і картоплі), рибне карі та поста-дана ка халва.

## Біхарський тгалі
Зі зміною пори року змінюється і біхарський тгалі кожні 3-4 місяці. Він складається з рису, роті, ачару, чатні, далу та молочних продуктів, з деякими варіаціями.
Для смаження та тушкування (чоункна/тадка) деяких овочевих страв у біхарській кухні використовується рослинна олія або гірчична олія та панч форон — буквально «п'ять спецій»: насіння кропу (саунф), чорне гірчичне зерно (сарсон), насіння гуньби (метгі), насіння кмину (зіра) та чорнушка посівна (калонджи або манграель). У біхарській кухні багато легкого обсмаження (бгонжджна).
Однією з чудових традицій є «копчена їжа», яка асоціюється з використанням копченого червоного чилі для надання їжі сильного аромату. Копчений перець чилі використовується для приготування чокга, тобто пюре з баклажан/картоплі/помідорів, окремо або разом. Копчений перець чилі також використовують для приготування кадам чатні (кадам — звичайний фрукт кисло-солодкого смаку).

## Традиційна кухня

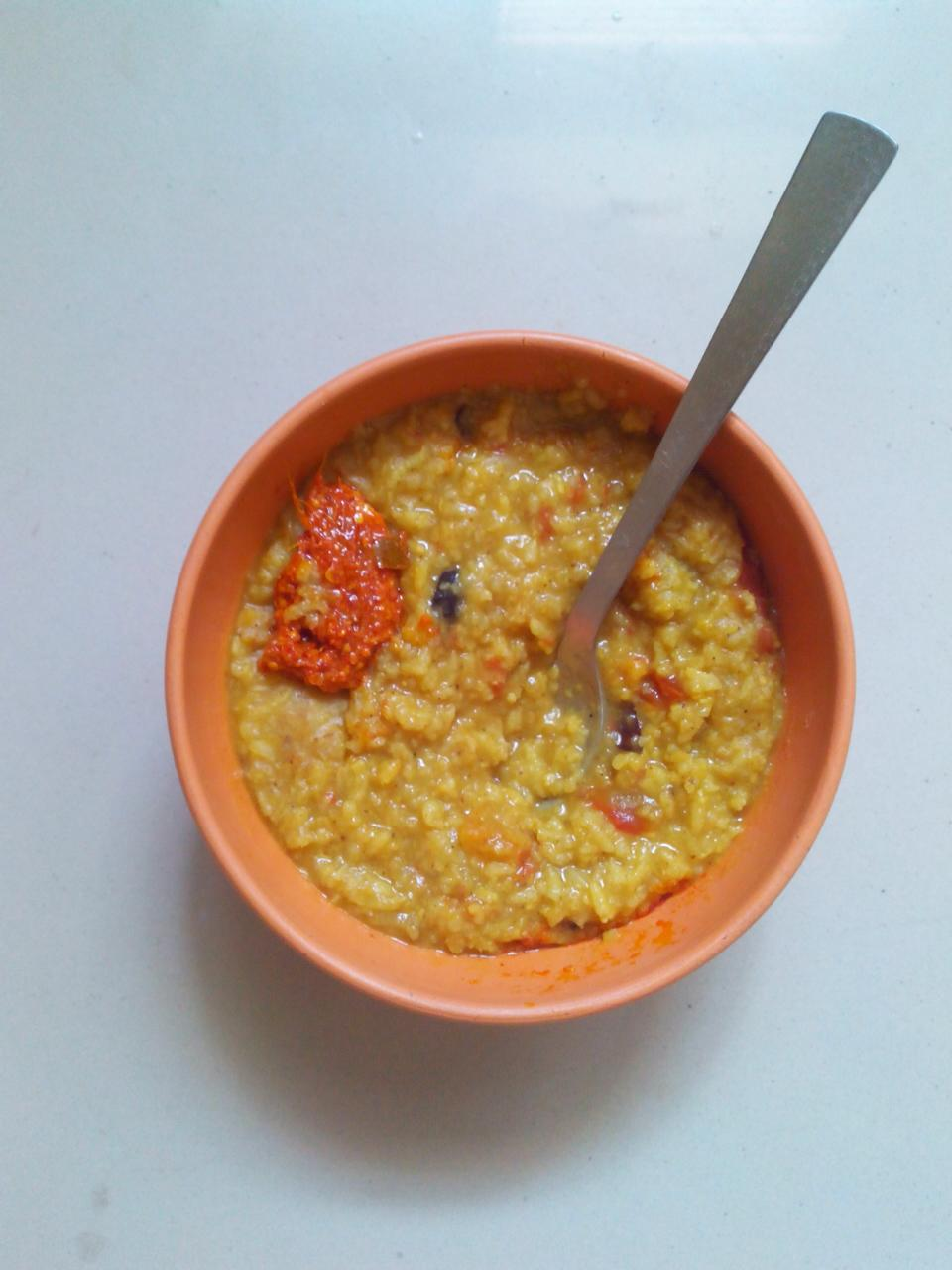
Кічарі

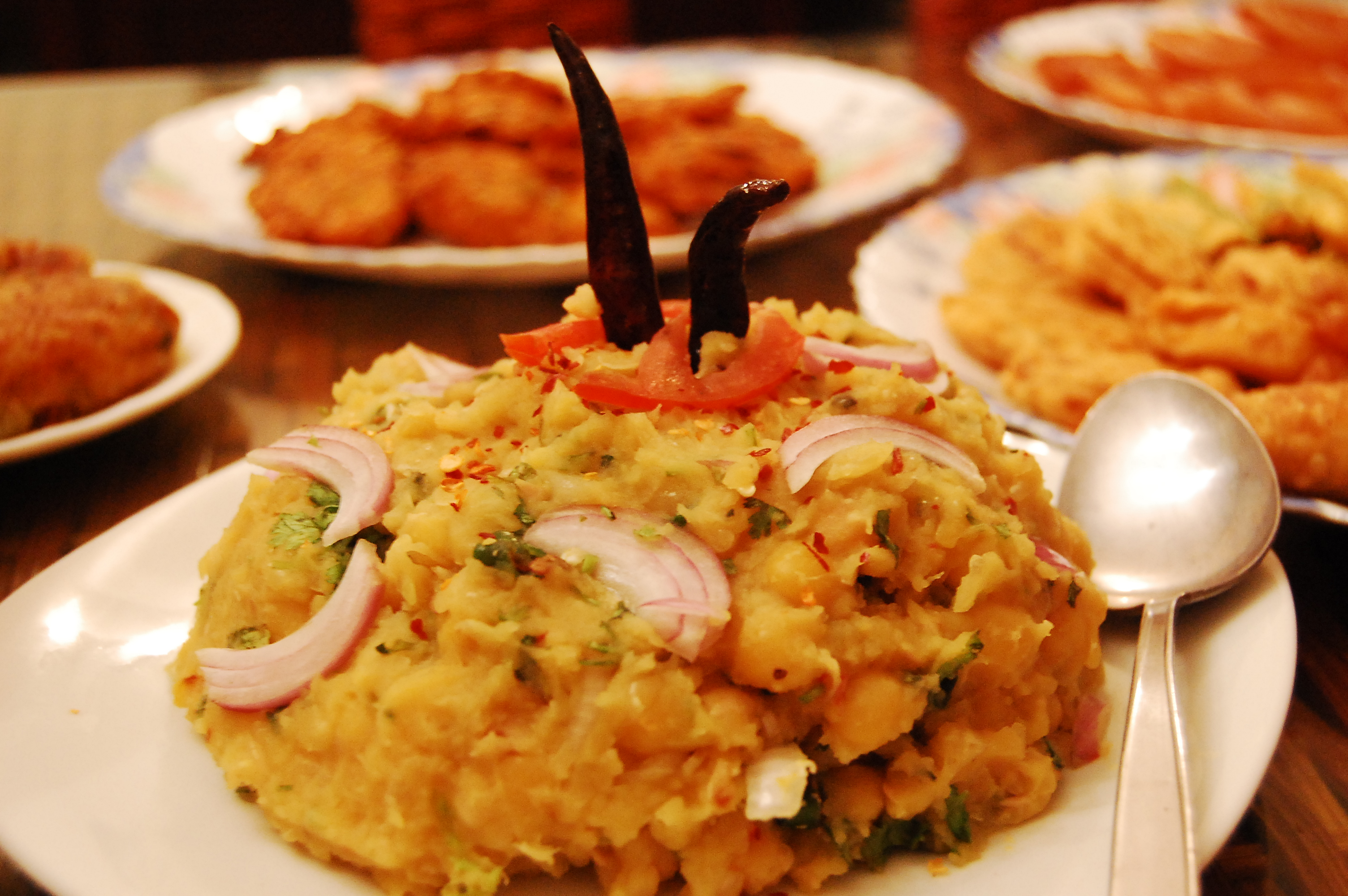
Гугні

- Кадгі барі[2] — це смажені м'які вареники з бесану (нутове борошно) готують у пряній підливі з йогурту та бесану. Вони добре поєднуються з простим рисом.

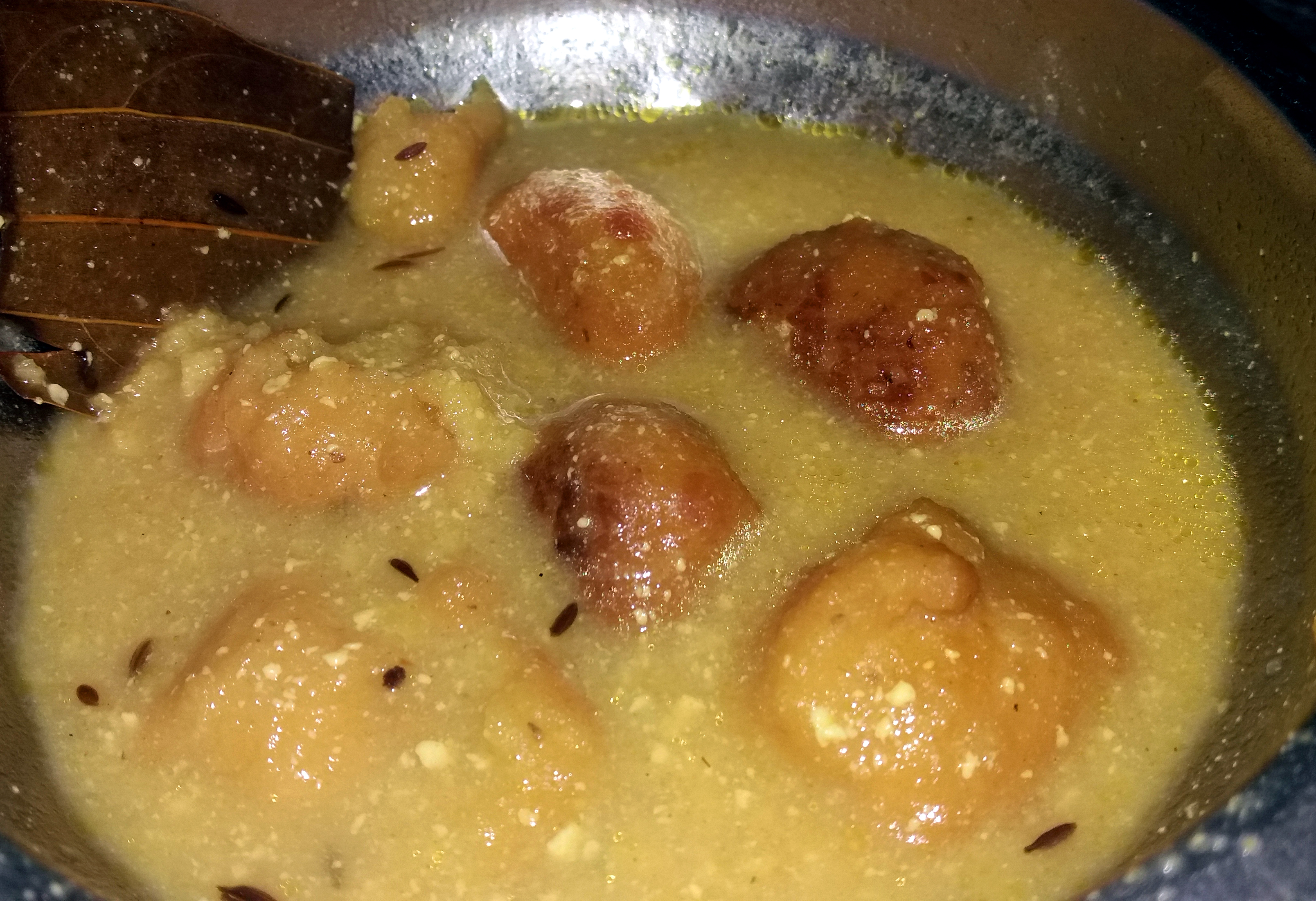
Кадгі барі

- Кічарі[3] — суміш рису, далу та декількох овочів, приготовлених на пару, щоб надати особливого смаку різним інгредієнтам, поєднаним в одній страві. Його часто приправляють ґгі.

- Гугні — страва з ураду, замоченого (злегка або на ніч) у воді, а потім пасерованого у гірчичній олії у воку. Всі види гарам масали, приготовлені у вигляді вермішелі на соусі, використовуються для ароматизації; чана також подрібнюють для утворення вермішелі, яка використовується як загусник. Це згущує масалу та утворюється підлива за бажанням. Після належної приправи та бгуджани до суміші можна додати води для підливи за бажанням.

- Пітта — пельмені, які можуть бути як солоними, так і солодкими. Це напівкругла або кулеподібна страва, скоринка якої зроблена з м'якого рисового борошна і наповнена начинками, зробленими з сочевичних макарон чанна даал або маку та гур (джаггері), потім зварених у воді або молоці до повного приготування.
- Чора — збитий рис, що подається з шаром вершкового кальє та цукру або джаггері. Взимку ця страва м'яко запікається і супроводжується густим, пряним доповненням з гороху та цибулі.
- Сатту — запечене нутове борошно, поживна їжа, зазвичай змішана з водою або молоком. Іноді сатту змішують зі спеціями для приготування фаршированих чапаті, відомих у місцевих як макуні роті.
- Дгуска — смажена у фритюрі підсолена страва, приготована із суміші рисового порошку та ґгі.
- Літті — запечене нутове борошно змішується з подрібненою цибулею, зеленим перцем чилі, лимонним соком та листям коріандру. Цю суміш наповнюють всередину атта і смажать на барбекю над вугіллям або у фритюрі. Найкраще смакує з топленим маслом, кальє, чокгою та байган бгарта.

## Вегетаріанська кухня
Біхарська кухня близька до бенгальської кухні та перебуває під меншим впливом кухні Центральної Азії. Більшість страв готують на пару із підсмаженими спеціями. Куркуму зазвичай додають до кожної страви. Страви з використанням ґарам масали трапляються рідше.
- Ненуа: люффа єгипетська, приготовлена на парі із підсмаженим метгі (насіння гуньби сінної) та мірчі (зелений/червоний перець). Зазвичай додають чана або чана дал.
- Лаукі: люффа єгипетська, приготовлена підсмажуванням зіри (насіння кмину) та мірчі (зеленого чилі) або панч форан. Зазвичай додають також чана дал.
- Араві в сарсон масала
- Алу-Байґан: картопля та бринджал, приготовлені на пару з панч форан. Також можуть бути додані інші сезонні овочі, такі як лаукі/матар/квасоля/палак/помідори.
- Сааг[4]
- Кюфта[5]
- Бгарван каріла[6]
- Вегетаріанська корма — Subziyon ка Panchranga корма
- Палак панір
- Шахі панір

## Невегетаріанська кухня

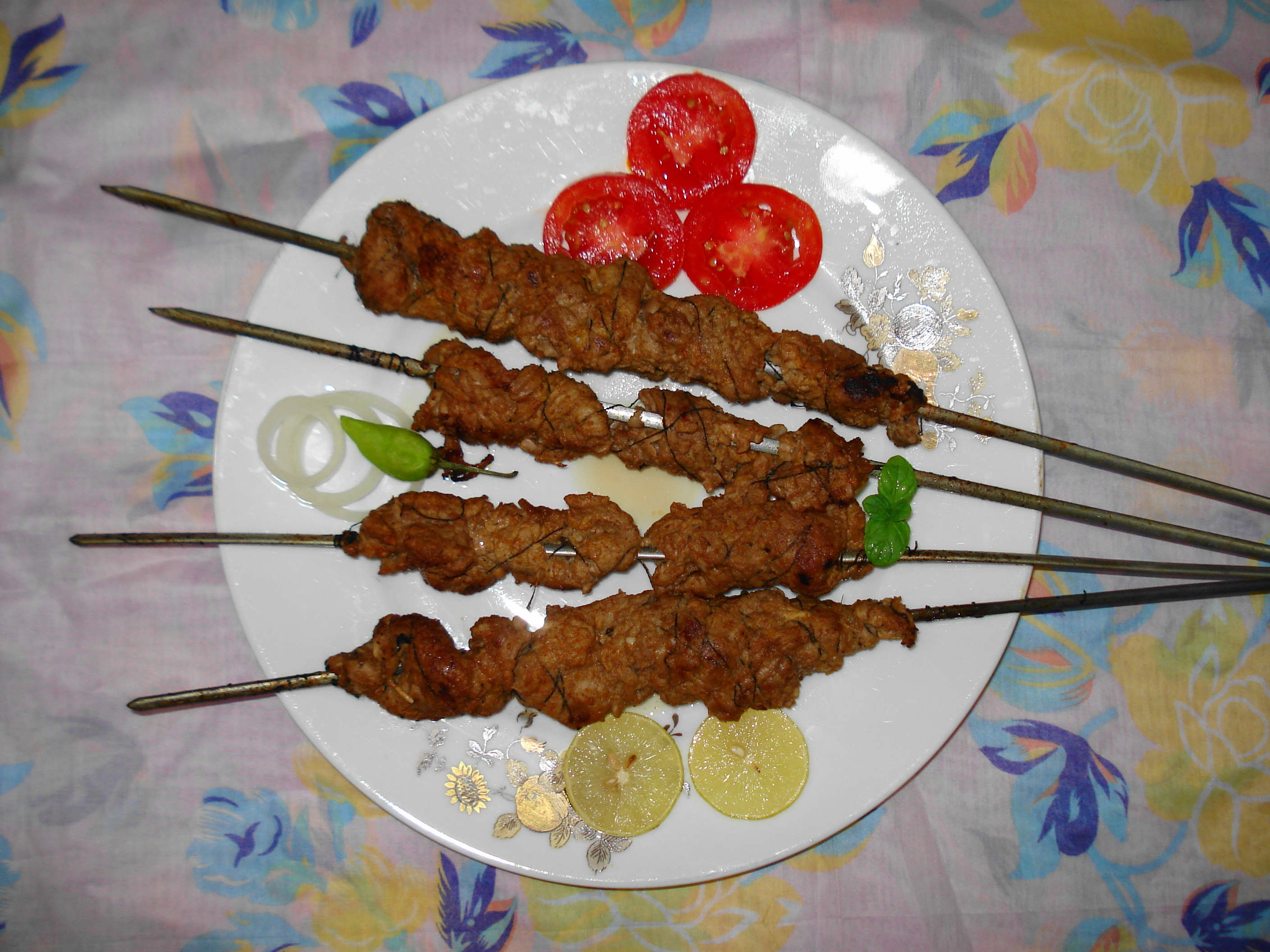
Біхарський кебаб

Відмінний смак біхарської невегетаріанської кухні згадується в мемуарах Маулани Абул Калам Азада, який вважав її досить смачною. Форми кебабу, баранини та страви, приготовлені з різних свійських птахів та інших птахів мають характерний смак. Бігарці досить відомі своїми біхарськими кебабами, ще однією типовою біхарською невегетаріанською стравою. Цю страву традиційно готували з баранини, їдять із роті, паратгою або відвареним рисом. Регіон Чампарана відомий стравою з баранини на грилі, яка називається таш. Останнім часом у ресторанах швидкого харчування біхарські кебаби продаються також у вигляді біхарських ролів, які, по суті, є кебабами, загорнутими в паратгу.
- М'ясо по-чампаранськи
- Креветки[8]
- Баранина бір'яні
  - Шахі джгинга масаледар
  - Джгор валі мачглі
  - Джгінга бір'яні
- Біхарський кебаб
- Курчата тандурі
- Кела мачалі

## Страви з борошна

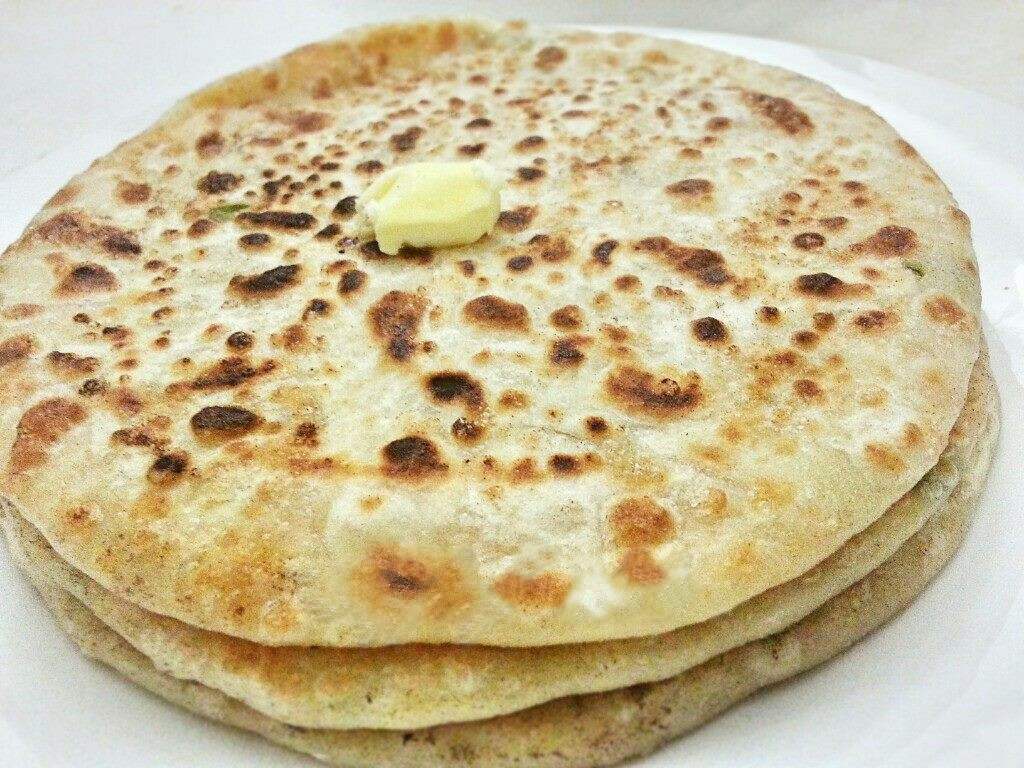
Ало паратга

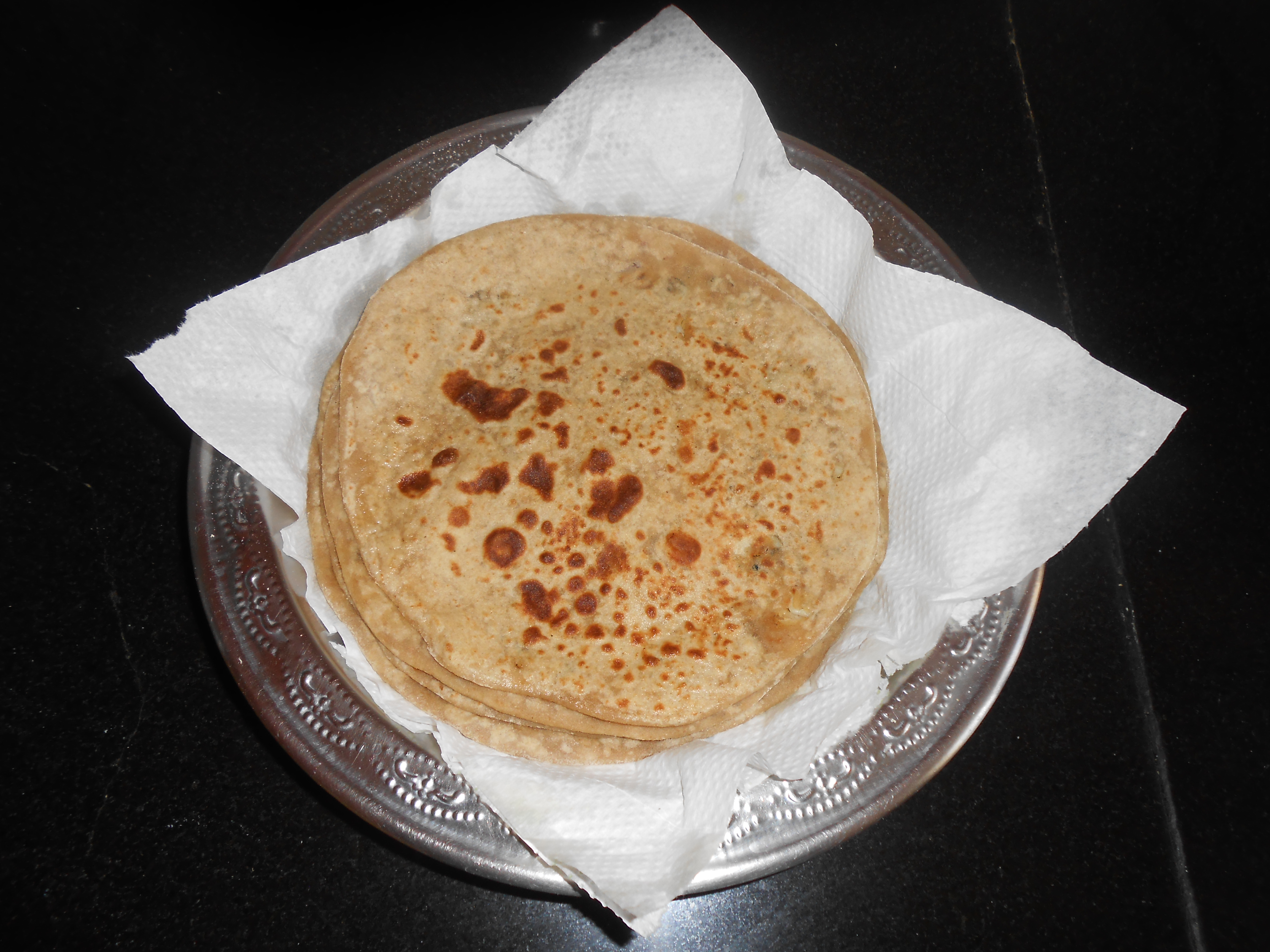
Сатту парагха

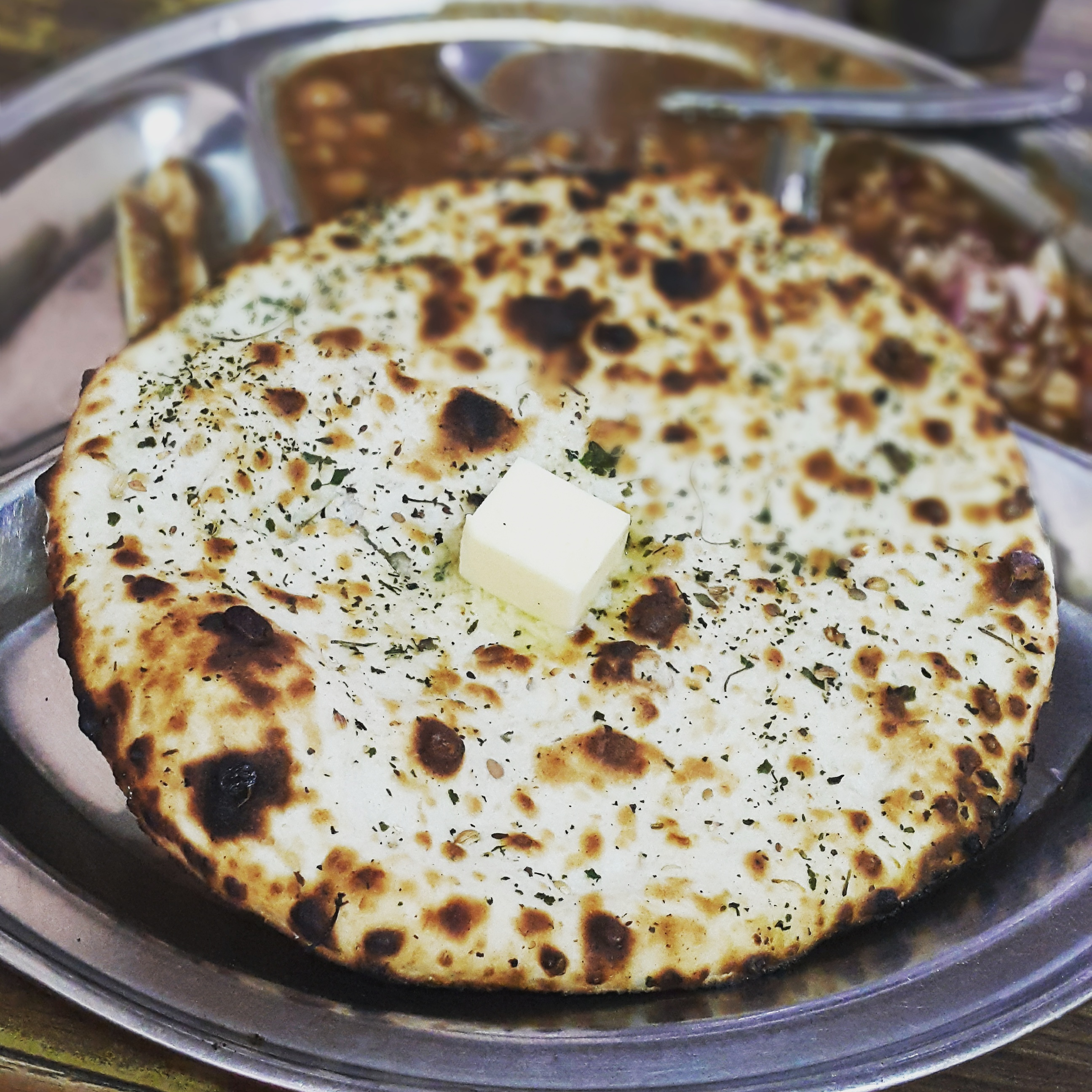
Наан

- Параунтга[9]
  - Алу параунтга
  - Сатту паратга
  - Піяз параунтга
  - Поста-дана ка паратха — змішування вермишелі з маком, замоченим на ніч у воді, а потім подрібненого зі спеціями, особливо з червоним чилі.
- Дал пурі[10]
- Макуні
- Макай ке роті
- Наан
- Дості пурі

## Закуски

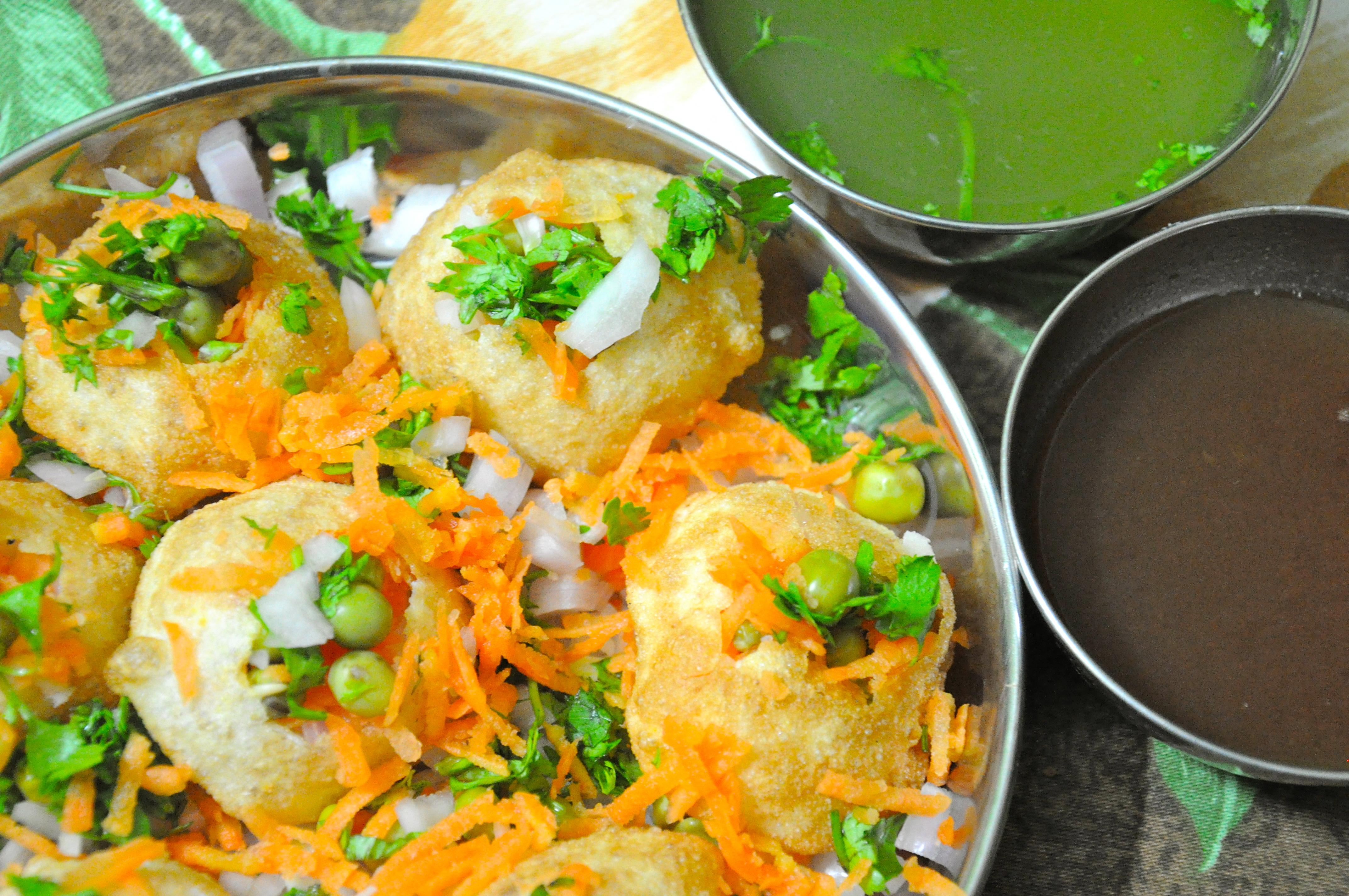
Паніпурі, по-іншому ще фучка

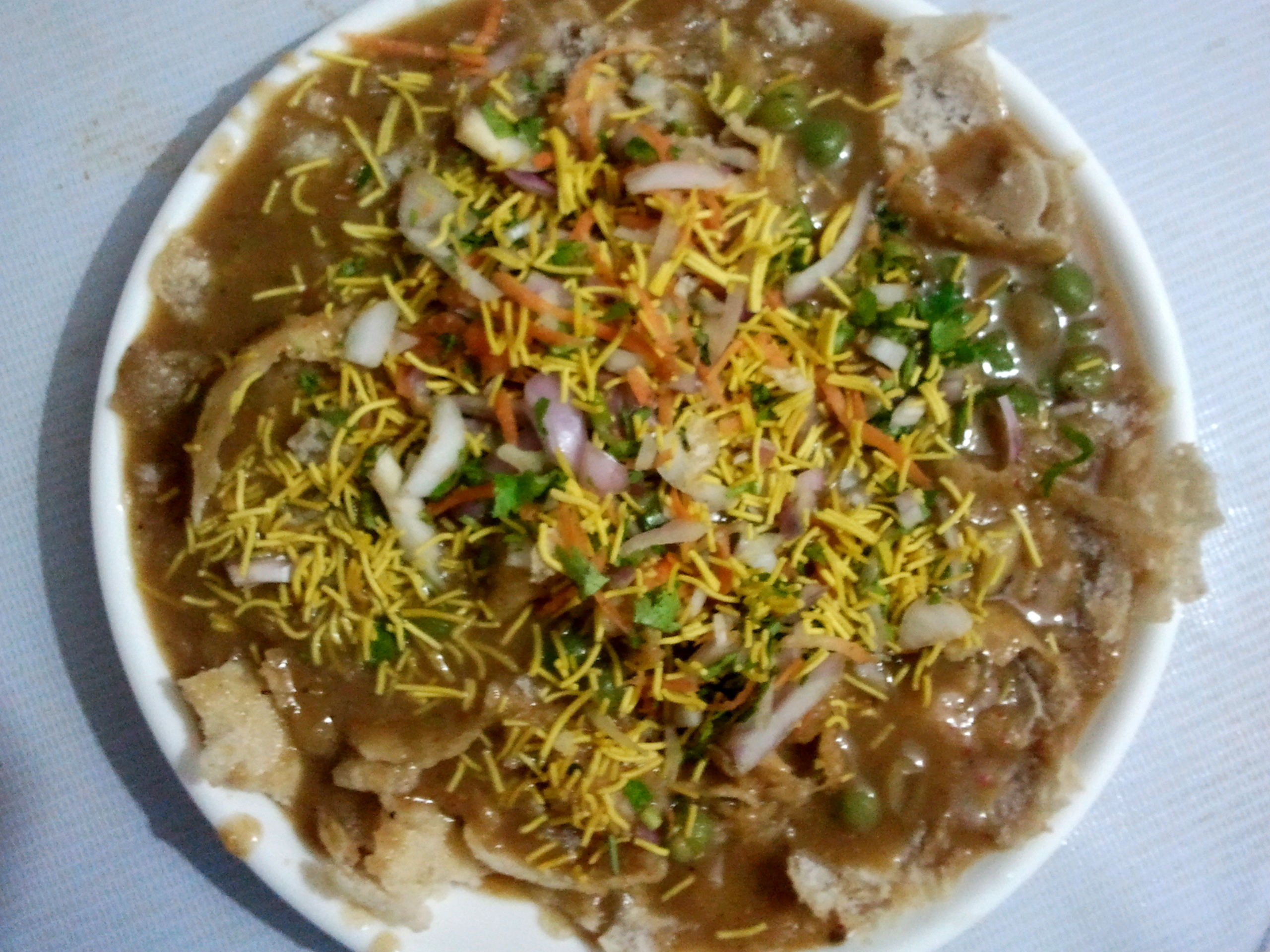
Чаат

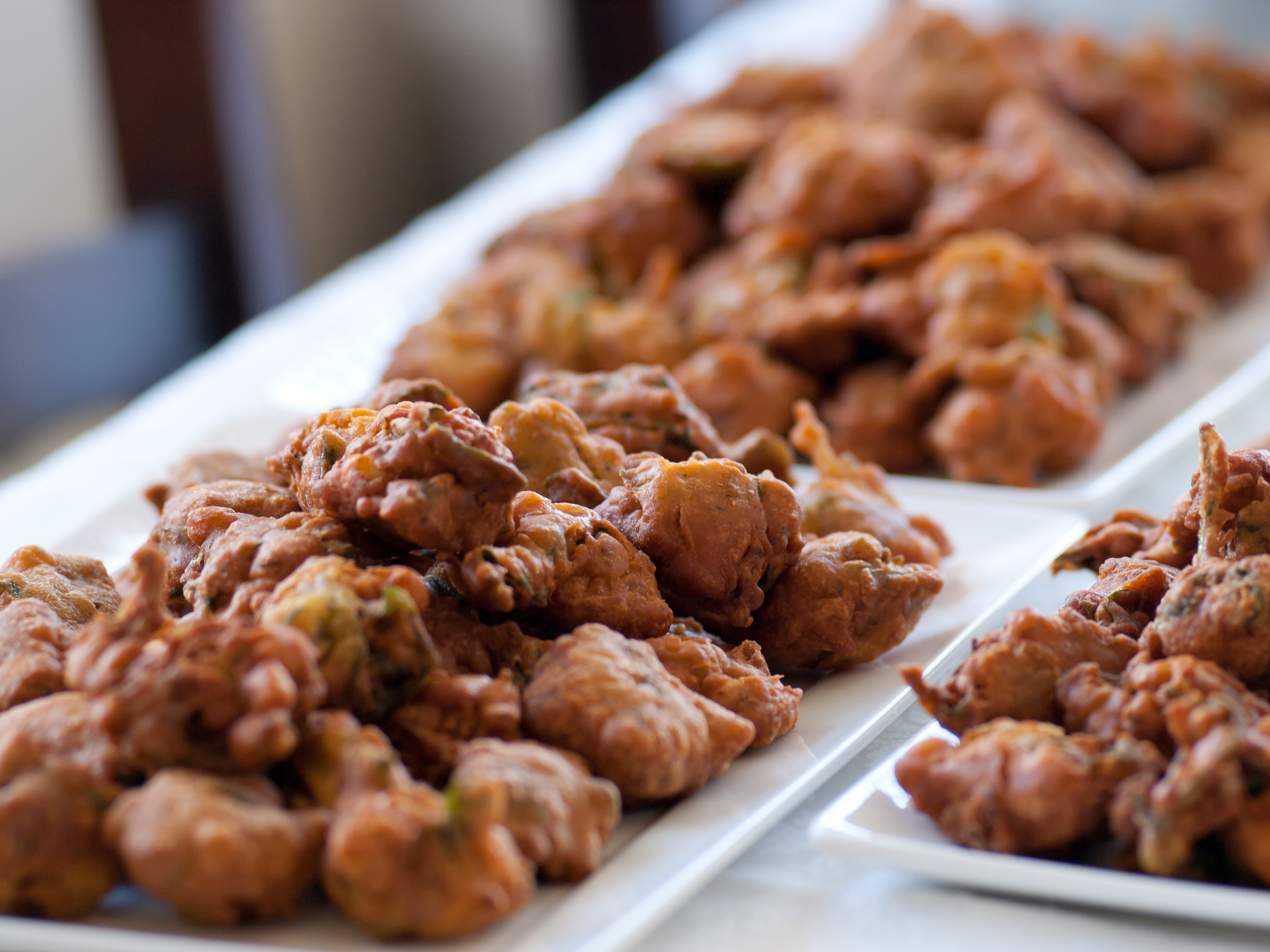
Пакода

- Чаат
- Пучка/ґгуп чуп/пані пурі
- Чатні[11]
- Джгал мургі
- Дахі бада
- Пакора
- Раїта
- Таруа
- Качаурі
- Качрі

## Сааги
- Мунга сааг
- Кальмі сааг
- Койра сааг
- Гандгарі сааг
- Коїнар сааг
- Чакод сааг
- Сарла сааг
- Ченч сааг
- Чімті сааг
- Катаї сааг
- Дхгахдхга сааг
- Голгола сааг
- Хесарі сааг (чина посівна)
- Пої сааг (базела біла)
- Палак сааг (шпинат)
- Батхуа сааг (лобода біла)
- Меті сааг (гуньба сінна)

## Біхарський фаст-фуд
- Літті — може бути приготовлений із використанням мінімальної кількості посуду. Це страва у формі кульки, розмір якої становить щось середнє між м'ячиком для настільного тенісу та м'ячем для великого тенісу, запечене на слабкому вогні (його можна запікати в електричній духовці або мікрохвильовій печі, але тоді вона не матиме виразного смаку, наповненого вогнем). Скоринка виготовляється з твердого тіста з пшеничного борошна і наповнюється сухим аморфним препаратом із сатту (нутового борошна) та спецій. До нього додаються чокга (картопляне пюре або бринджали, зелений перець чилі та листя коріандру. Кріп є найважливішим інгредієнтом для соленого чокга).
- Чоха — овочі з імбирним і пюре з гірчичною олією та спеціями.
- Байка[12]
- Бгурта[13]
- Бгунджія — соте з овочів, приготовлене зі спеціями, що зазвичай містить картоплю. Не має підливи і зазвичай добре поєднується з рисом, сочевицею або чапаті.
- Самоса
- Качорі
- Самоса чат — в основному соус із солодкого чатні, кальє, намкін змішаний із чурою, цибулею та іншими інгредієнтами для гарніру.
- Паппді чат — поширений у кожному домі
- Бгунджа — зазвичай вживають увечері.

## Солодощі

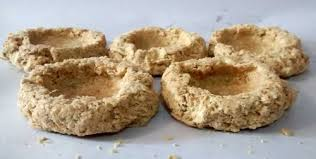
Тілкут

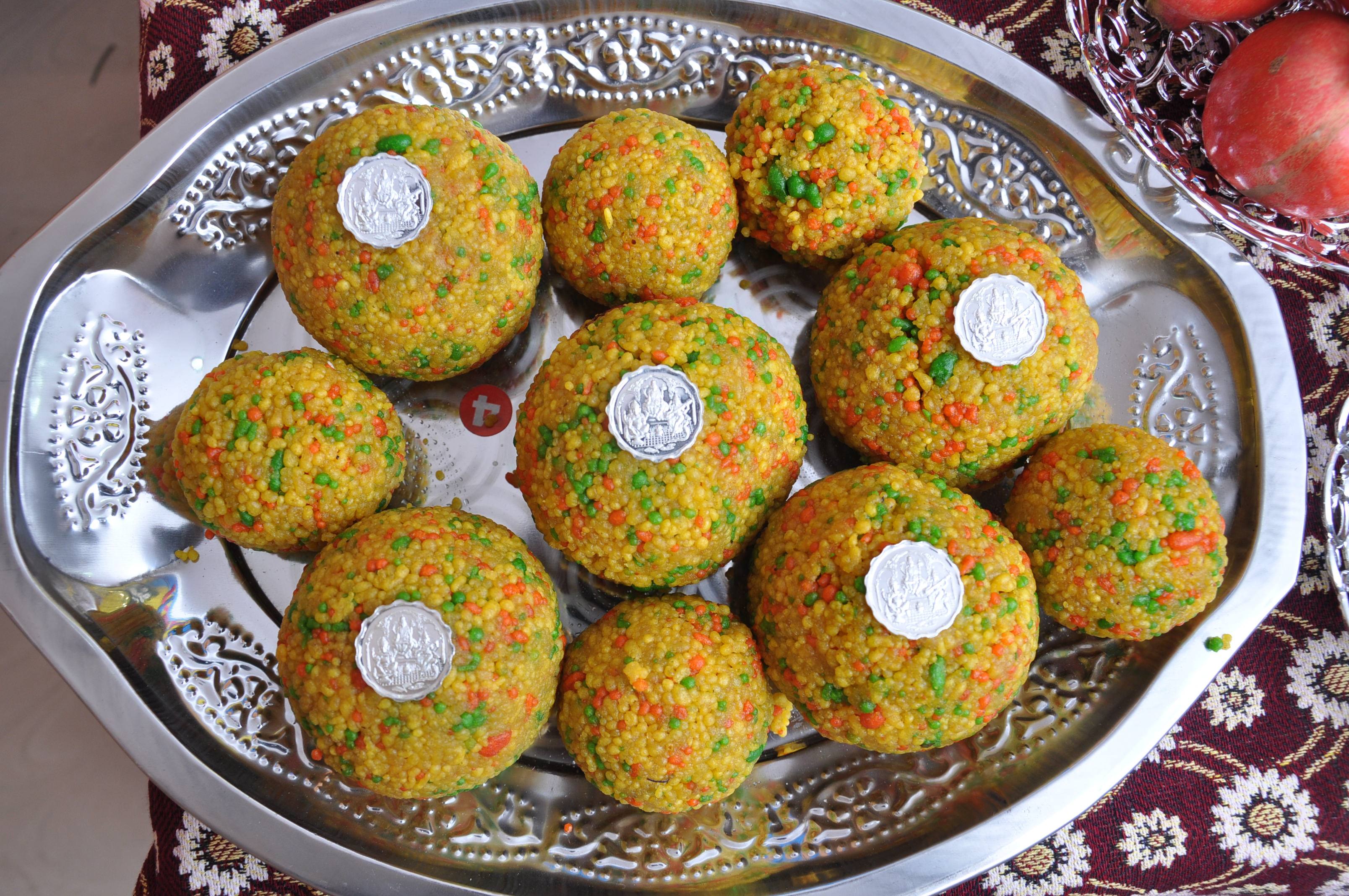
Мотічор ка ладду

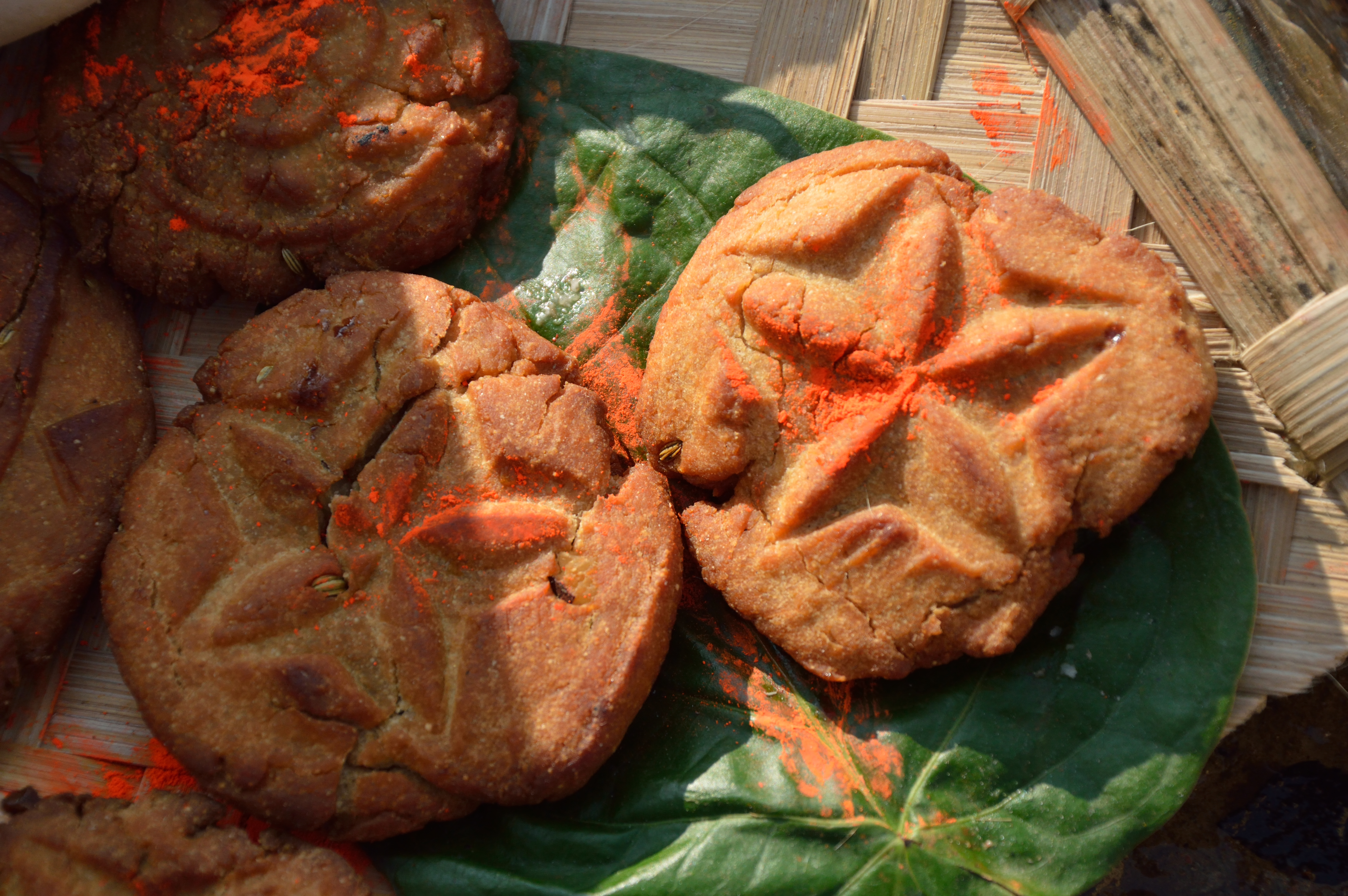
Текуа

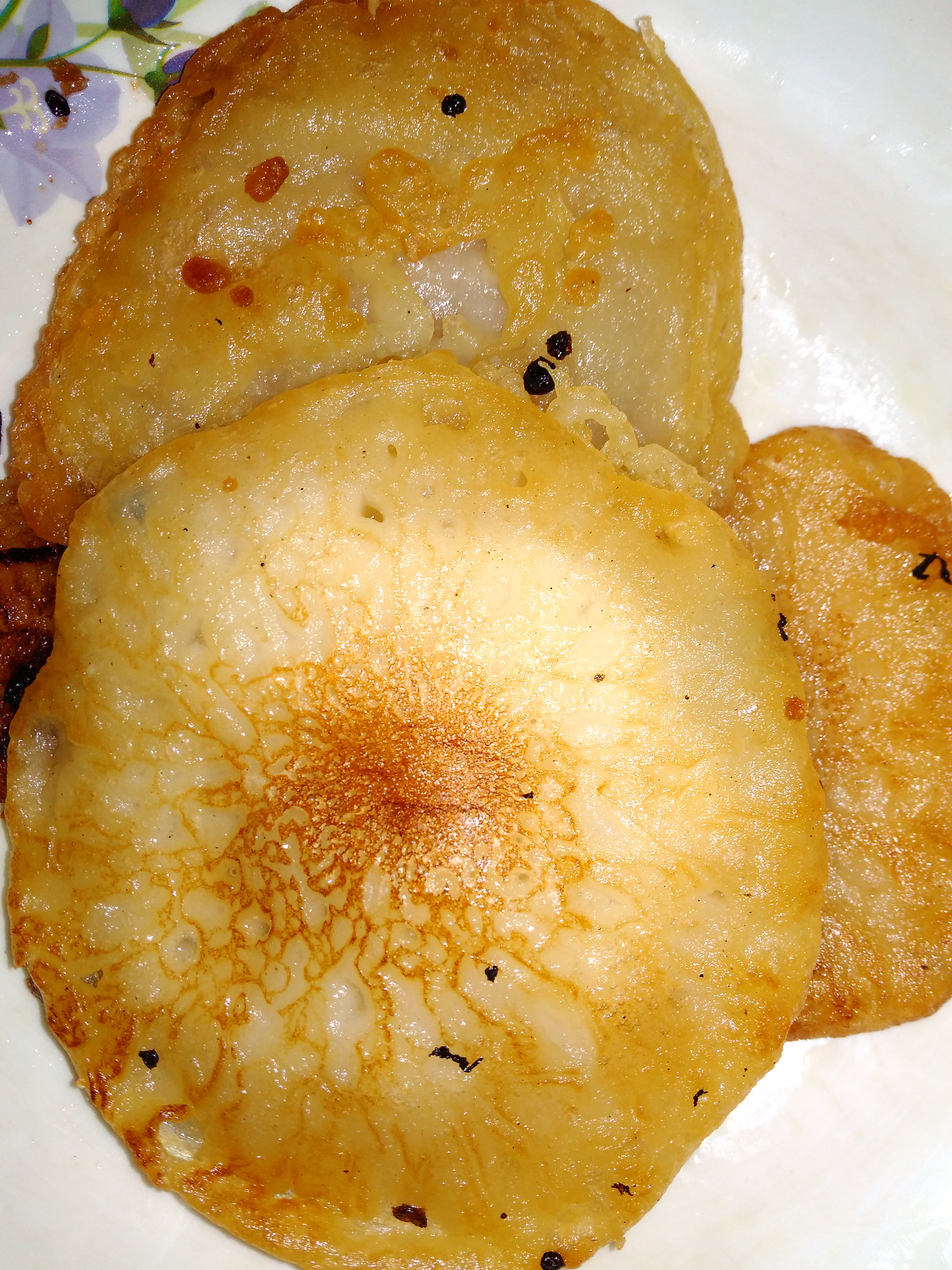
Мальпуа

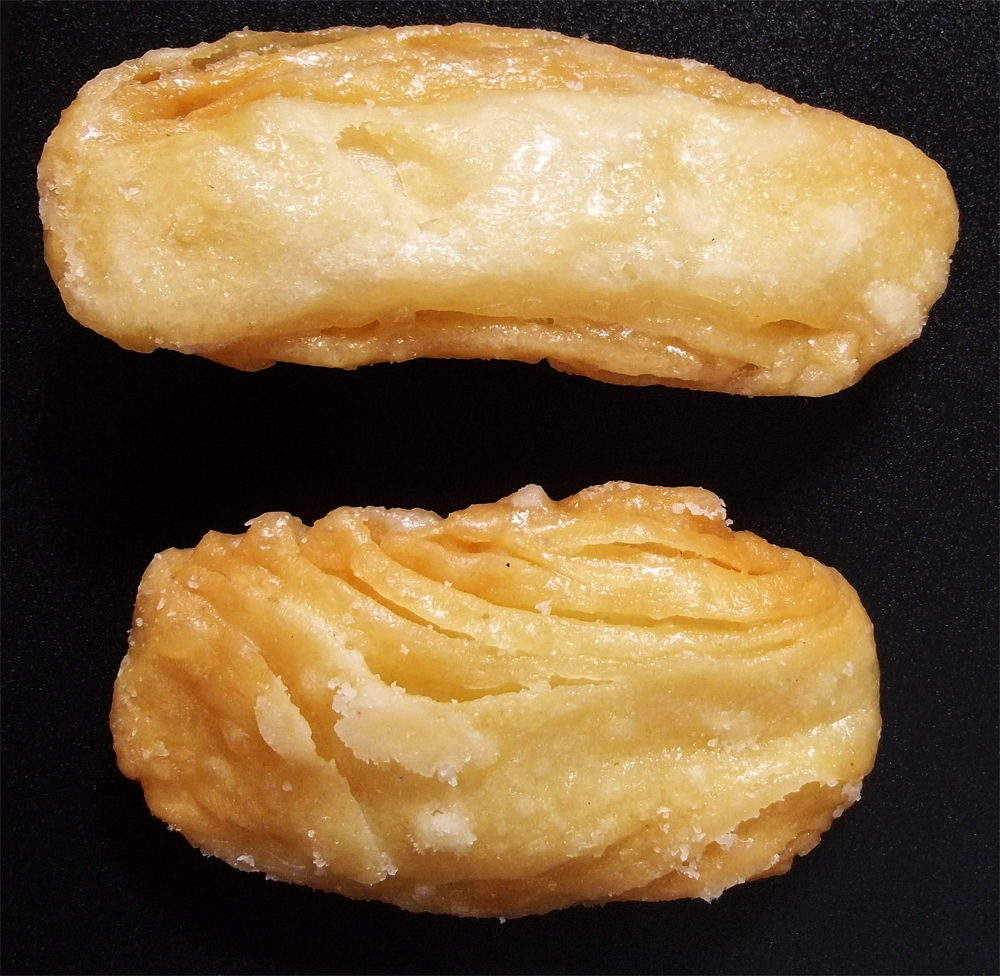
Хаджа

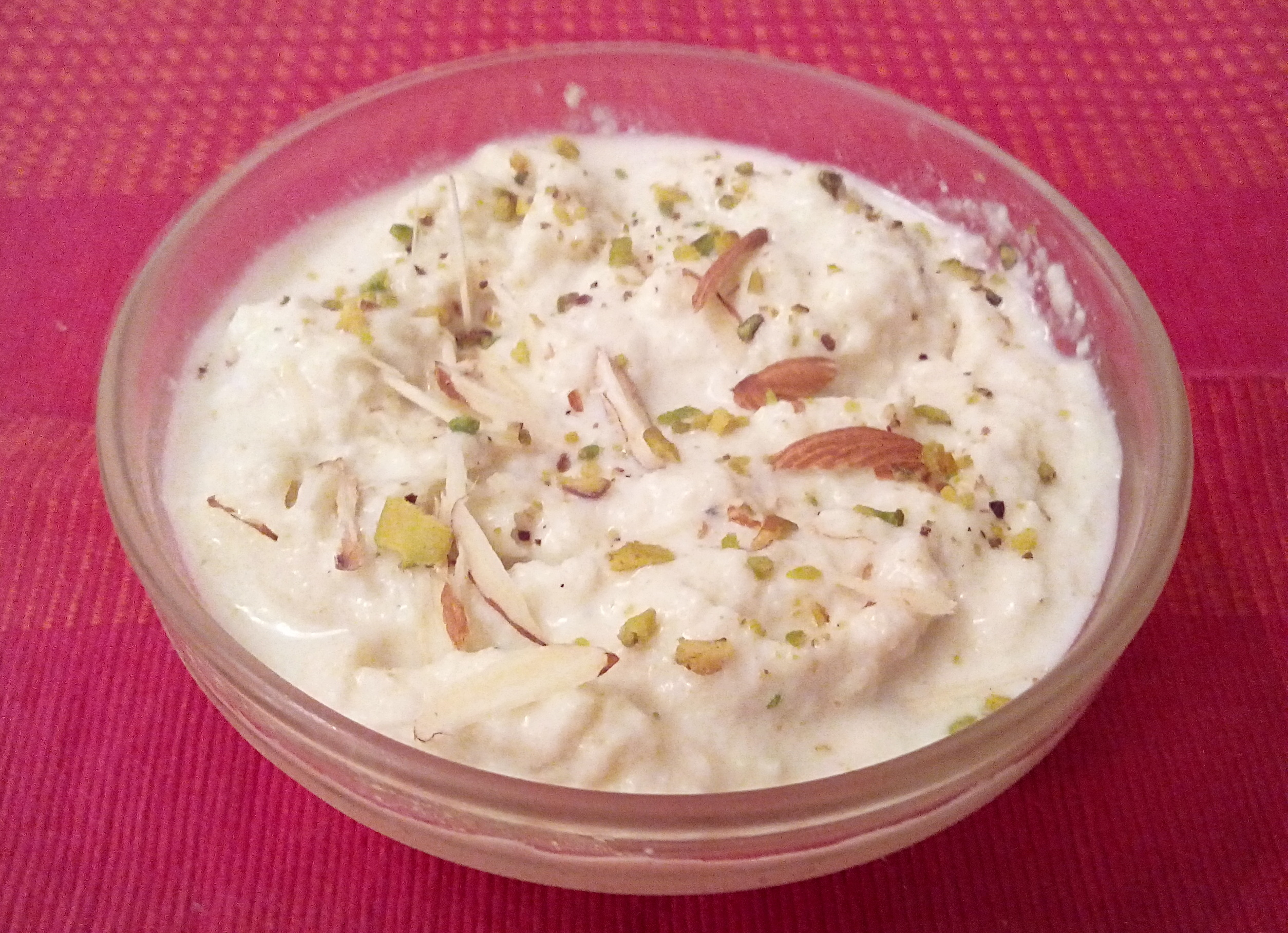
Рабрі

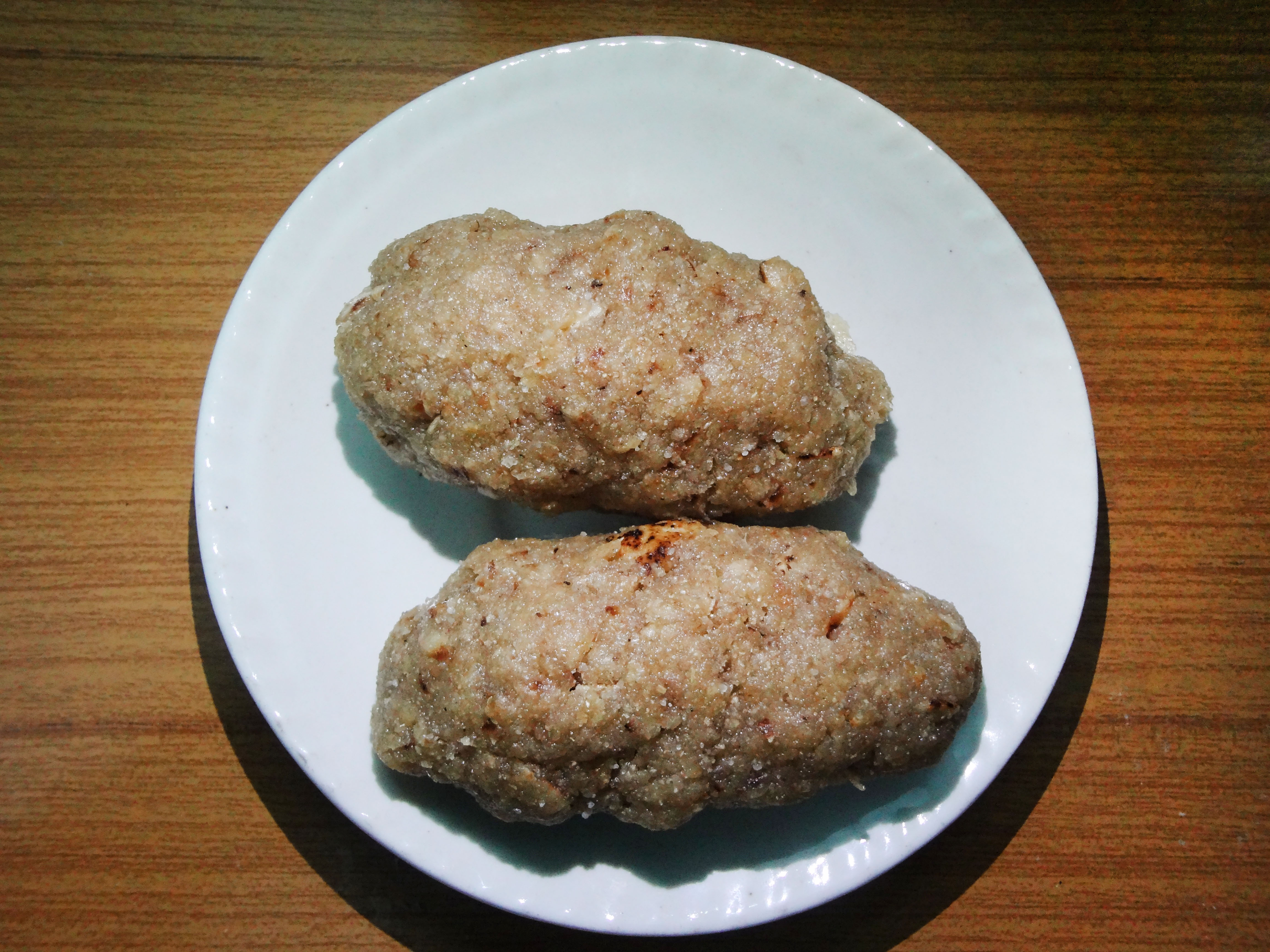
Чурма

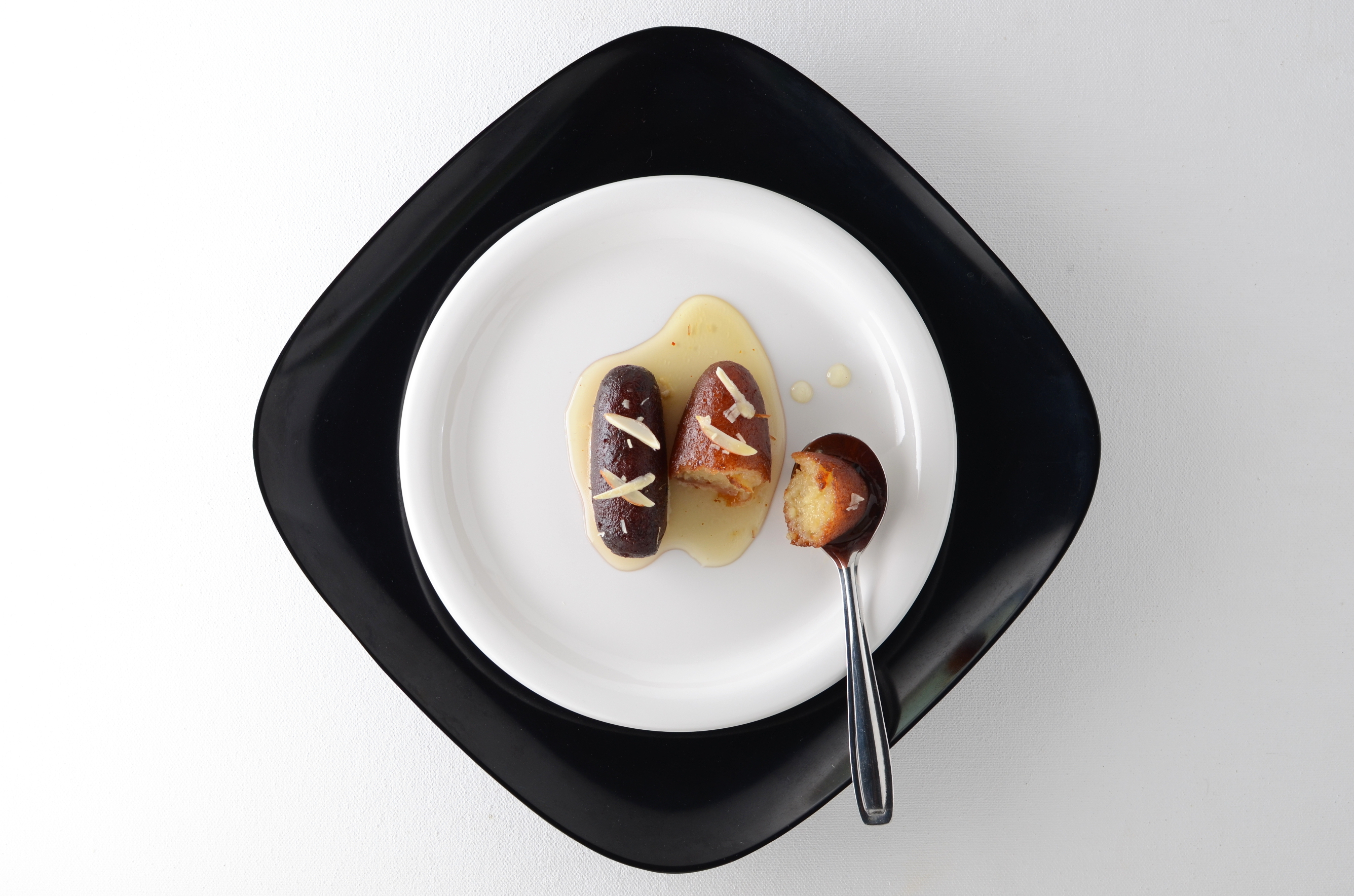
Гулаб джамун

У Біхарі існує велика різноманітність традиційних солодких делікатесів. На відміну від солодощів Орії та Бенгалії, де їх замочують у сиропах, виготовлених із цукру, і тому вони вологі, біхарські солодощі переважно сухі.

Качорі

- Хаджа — це можна порівняти з грецькою пахлавою. Вона поширена в Сілао, Наланда та Піпра, Супаул.[14]
- Чгена — схожа на розгулу
- Тілкут (Тіл Бурфі) — виготовляється з кунжутного насіння і наявний лише взимку. Товсту тверду основу цукру розміром із тенісний м'ячик обвалюють у великій кількості насіння кунжуту, а потім формують у кульки, щоб розкачати у круглу форму. Хоча він доступний у всьому штаті, але найпоширеніший у Гайя.[15]
- Мальпуа[16]
- Рабрі
- Фірні[17] — спеціальна форма фірні під назвою расіа готується під час фестивалю Чгатг .[18]
- Текуа[19]
- Фінік істивний[20]
- Лактго
- Чурма
- Балушахі — найпоширеніший у Гарнаутаі, Натганагарі (Бгагалпур)
- Анараса — традиційна страва мітгільскої кухні[21]
- Мотічору кa ладду — відомий з Манеру
- Хабауні
- Ґулаб Джамун
- Кала джамун — у районах Мунгер, Бгаґгалпур та Банка відомий як кала джамун.
- Пантуа — те саме, що і кала джамун, але форма витягнута.
- Педа — відомий у Кесарії
- Хурма — трапляється лише на південному заході Біхару
- Парвал кі мітгаї — приготовлений із загостреного гарбуза (ботанічна назва Trichosanthes dioica). З плодів зрізають шкірку, поздовжньо нарізають, видаляють насіння і кип'ятять, щоб вона khoyya, а потім наповнюють khoyya, начинкою зі згущеного молока та сухих плодів. Потім його просочують теплим цукровим сиропом. Після охолодження можна прикрасити тонким філігранним листом із фольги.
- Хубі ка лай — відомий у Баргу
- Белґрамі
- Падоккія
- Муркі — відомий з Кельвару
- Пірікія/ґуджия — виготовляється з борошна та хойї тощо. Це пластівчаста випічка, наповнена солодкою хойєю та начинкою із сухофруктів. Хойя або мава ідуть із додаванням консервованого молока/згущівки. Він відомий у Басопатті та селах поблизу.
- Хурчан — це страва з шарів перерробленого згущеного молока. Доступний у місті Патна (старе місто).
- Поста-дана ка халва — солодкий пудинг із маку, замоченого на ніч у воді, а потім подрібненого до кремоподібного стану і пасерованого в топленому маслі (освітлене масло) у воку. Зазвичай це готується взимку.
- Касар — сухий солодкий соус, приготований із рису грубого помелу під час фестивалю Чгатг.[22]
- Лаї — У Біхарі є кілька різновидів лаї, включаючи лаї з Гайя. Основним компонентом цього ла] є насіння рам дана. Ці рам дани обробляють і змішують з хойєю та цукром, щоб створити круглі солодощі.[23]
- Данґра ка тілкут — приготовлений із насіння кунжуту і доступний лише взимку. Товста тверда основа (gur/mittah) розміром із тенісний м'яч gur/mittah з великою кількістю насіння кунжуту, а потім розкачується в круглу форму. Хоча він доступний у всьому штаті, найбільш відомий у селі Данґра в Ґаї.
- Паан педа — відомий з родини Могіуддін Наґар, Мадудабад, району Кальянпур Басті. Це педа у формі серця з абсолютно відмінним смаком від загальновідоміго педа, доступного на ринку.
- Ґаджа — солодощі кубічної форми, виготовлені з майди.[24]
- Макгана фірні — фірні, виготовлений із маханою, яка відома як лисячий горіх (насіння квітки лотоса); вона має лікувальні переваги та користь для здоров'я, і вона не дуже солодка.